# Acacia guymeri
Acacia guymeri är en ärtväxtart som beskrevs av Mary Douglas Tindale. Acacia guymeri ingår i släktet akacior, och familjen ärtväxter. Inga underarter finns listade i Catalogue of Life.